# Fairey Fulmar
Il Fairey Fulmar (dal nome di un genere di uccelli della famiglia dei procellaridi) era un aereo da caccia imbarcato, realizzato dall'azienda britannica Fairey Aviation Company Limited nella seconda metà degli anni trenta ed impiegato nel corso della seconda guerra mondiale sia dalla Fleet Air Arm che dalla Royal Air Force.
Derivato dal Fairey P.4/34, all'epoca della sua comparsa presentava prestazioni tra le migliori della categoria ma, gravato soprattutto dalla superata formula biposto, finì ben presto per risultare obsoleto e per essere relegato a compiti meno impegnativi quali la caccia notturna.

## Sviluppo
Il progetto iniziale del velivolo che in seguito diverrà il Fulmar venne realizzato in risposta alla specifica P.4/34 emessa dall'Air Ministry, il Ministero dell'Aria britannico.
Con questa richiesta si voleva acquisire un velivolo monomotore, da destinare a compiti di bombardamento leggero, in grado di operare anche a tuffo. Alla P.4/34 risposero la Hawker Siddeley Aircraft e la Fairey Aviation Company Ltd. Quest'ultima propose un velivolo fortemente ispirato al suo Battle anche se di dimensioni minori e più leggero; come per il Battle, a capo del progetto venne posto Marcel Lobelle.
Successive modifiche alla richiesta iniziale, portarono alla definizione della nuova specifica O.8/38 con la quale fu avanzata la richiesta di un caccia di scorta, biposto, in grado di operare sia imbarcato su portaerei che in configurazione idrovolante, dotato di galleggianti a scarponi; quest'ultima caratteristica fu però ben presto accantonata e nel marzo del 1938 la Fairey presentò il progetto dettagliato del velivolo.

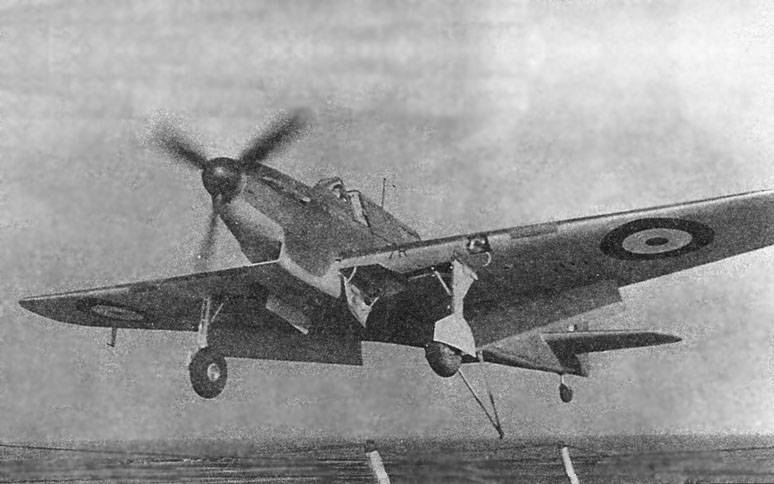
Un Fulmar Mk I in fase di appontaggio su una delle portaerei Royal Navy della Mediterranean Fleet, Mar Mediterraneo, 1941.

Nel frattempo, modificando il secondo prototipo del bombardiere P.4/34, la Fairey presentò un mockup volante del futuro Fulmar che venne sottoposto a prove di volo le quali, fornendo garanzie sulla validità del progetto, portarono il Ministero ad autorizzare un primo ordine per 127 velivoli.
La successiva crisi di Monaco convinse le autorità a portare a 250 esemplari la consistenza dell'ordine iniziale, malgrado il costruttore indicasse che, in ogni caso, la loro costruzione non avrebbe potuto prendere il via se non dopo il completamento dei nuovi stabilimenti di Stockport.
Il primo esemplare si serie del Fulmar ricevette il battesimo dell'aria nel gennaio del 1940, seguito da altri 158 prima della fine di quello stesso anno; al completamento del primo ordine, la produzione fu concentrata sulla seconda versione (Mk. II) dotata di motorizzazione aggiornata (capace di maggior potenza), di una nuova elica e di ulteriori modifiche di dettaglio, in particolare destinate ad agevolare l'impiego del velivolo in climi tropicali.
Questa seconda versione del Fulmar rappresentò l'unico stadio evolutivo del progetto originario e venne costruita in 350 esemplari; secondo altra fonte il totale dei velivoli realizzati ammonterebbe a 602 ma non si esclude che i numeri non concordino in funzione del numero di velivoli P.4/34 utilizzati come prototipi del Fulmar.

## Descrizione tecnica

### Struttura
Il Fulmar era un aereo monomotore e monoplano, ad ala bassa, realizzato interamente in materiali metallici; la fusoliera, di sezione rettangolare, conferiva nelle forme esteriori una certa somiglianza a quelle del precedente Battle.
La cabina di pilotaggio era collocata all'altezza del bordo d'attacco delle ali, separata dalla postazione posteriore del navigatore/marconista da un vano intermedio (non vetrato) nel quale erano alloggiati un serbatoio di carburante ed altre apparecchiature e circuiti. Entrambe le postazioni dei membri dell'equipaggio presentavano vetratura dotata di intelaiatura (particolarmente allungata quella posteriore) ed avevano sistema di apertura a scorrimento. Nella parte inferiore della sezione anteriore era disposta la presa d'aria per il circuito di raffreddamento del motore.

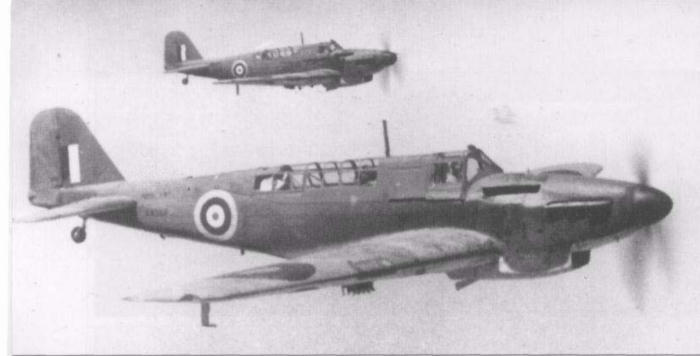
Una coppia di Fulmar in volo nel Mediterraneo, in una foto del 1941.

Le ali erano caratterizzate da leggera rastrematura verso le estremità e presentavano angolo di diedro leggermente positivo, ottenuto anche mediante l'assottigliamento dello spessore. Le semiali erano dotate di sistema di ripiegamento meccanico disposto in prossimità degli elementi anteriori del carrello d'atterraggio; quest'ultimo era di tipo triciclo posteriore, interamente retrattile. La ritrazione delle ruote avveniva di piatto, con movimento verso la parte interna dell'ala; le ruote erano alloggiate interamente nello spessore delle semiali; queste ultime alloggiavano anche le mitragliatrici.
Nella parte posteriore della fusoliera erano alloggiati un punto di forza per l'attacco alla catapulta (impiegato nelle fasi di decollo dalle portaerei), il gancio d'arresto ed il ruotino del carrello posteriore, non retraibile.
L'impennaggio era di tipo classico, con la deriva disposta in posizione leggermente più arretrata rispetto ai piani orizzontali.

### Motore
Il motore che equipaggiò il Fulmar durante tutto il periodo di produzione fu il V 12 Rolls-Royce Merlin: il primo esemplare, nel gennaio del 1940, era dotato di un "Merlin III" da 1 030 hp (pari a 768 kW) ma già nel mese di aprile venne portato in volo il primo esemplare dotato di "Merlin VIII" dotato di sistema di sovralimentazione mediante compressore meccanico, capace della potenza di 1 080 hp (805 kW). La versione Mk. II del Fulmar, infine, montava il "Merlin 30" da 1 300 hp (circa 970 kW).

### Armamento
Il Fulmar fu il primo aereo della Fleet Air Arm ad impiegare il medesimo armamento già utilizzato dagli Hurricane e dagli Spitfire della RAF: come i due caccia era equipaggiato con otto mitragliatrici Browning calibro 0.30 in (pari a 7,7 mm); il Fulmar poteva però trasportare fino a 750 proiettili per ciascuna arma, circa il doppio di quanto era consentito ai due velivoli "terrestri", che potevano essere portati a 1000 sugli MK. II. Secondo alcuni, gli ultimi esemplari della serie Mk. II furono equipaggiati con solo quattro mitragliatrici ma calibro 0.50 in (12,7 mm), dotate di 370 proiettili ciascuna.
L'inusuale (per un velivolo biposto) assenza di armamento posteriore venne considerata una delle principali carenze del Fulmar; alcuni velivoli sarebbero stati tuttavia dotati di una mitragliatrice da 0.30 in, mentre in altri casi il navigatore avrebbe avuto a disposizione un fucile mitragliatore Thompson. Secondo alcune delle fonti reperite si troverebbero informazioni circa l'impiego di rotoli di carta igienica, lanciati per distrarre l'avversario inseguitore.

## Impiego operativo
La carriera operativa del Fulmar ebbe inizio con lo Squadron No.806 della Fleet Air Arm, che ricevette i primi tre esemplari nel giugno del 1940; il reparto venne imbarcato sulla HMS Illustrious, alla fine del successivo mese di luglio, in sostituzione dei Blackburn Skua e Roc impiegati precedentemente.
Complessivamente, nel momento di maggior impiego, furono 20 gli Squadrons della Fleet Air Arm ad operare con i Fulmar; tra questi reparti due, il No.804 ed il No.808, vennero inquadrati nella forza operante nel corso della Battaglia d'Inghilterra, unici tra le unità della Royal Navy ad esservi inclusi.

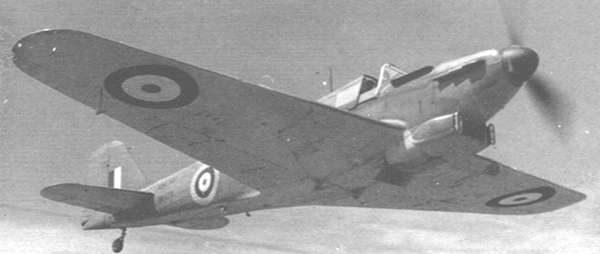
Un Fulmar Mk II in volo.

L'impiego su portaerei di squadra avvenne dai ponti della HMS Ark Royal, della HMS Victorious e della HMS Formidable, operanti sia nell'oceano Atlantico che nel mar Mediterraneo. Altri reparti furono imbarcati sia sulle navi mercantili, dotate di catapulta che sulle portaerei di scorta; tra queste ultime viene ricordata, in particolare, la HMS Campania in quanto testimone dell'ultimo appontaggio, per altro con esito poco felice, da parte di un Fulmar l'8 febbraio del 1945.
Il Fulmar venne impiegato anche da un reparto della Royal Air Force: si trattò dello Squadron No.273 schierato presso la base RAF China Bay, situata nei pressi di Trincomalee nell'attuale Sri Lanka, che ebbe a scontrarsi con le forze giapponesi nell'aprile del 1942.
L'impiego operativo del Fulmar ne mise in luce sia le positive caratteristiche di stabilità in volo sia, di contro, la scarsa maneggevolezza; allo stesso tempo le prestazioni in termini di velocità massima e di salita in quota non risultarono particolarmente brillanti: per quanto dotato dello stesso propulsore impiegato sull'Hawker Hurricane, il Fulmar pagava nelle prestazioni il peso aggiuntivo del secondo membro d'equipaggio e delle dotazioni che ne consentivano l'impiego in ambito navale.
Per altro né l'Air Ministry né la Fleet Air Arm avevano mai inteso il Fulmar come un velivolo per il combattimento aereo ravvicinato, ma piuttosto come un aereo da combattimento con il quale fornire copertura aerea sulle lunghe distanze, in particolare per il contrasto dei pattugliatori marittimi impiegati dalle potenze dell'Asse.
Il Fulmar risultò pertanto, in considerazione del periodo nel quale venne immesso in servizio, quanto di meglio fosse disponibile per l'impiego e, malgrado i giudizi non particolarmente entusiasti degli equipaggi, divenne l'aereo da caccia della Royal Navy a vantare il maggior numero di abbattimenti di velivoli nemici.
Sostituiti nei reparti da caccia dai più recenti Supermarine Seafire e Fairey Firefly, a far tempo dal 1942, i Fulmar vennero impiegati in ruoli di secondo piano fino al termine del conflitto; in particolare un centinaio di esemplari fu dotato di radar A. I. Mk. IV o Mk. X ed adattato al ruolo di caccia notturno ma con risultati non particolarmente degni di nota.

## Versioni
- Fulmar Mk I: prima versione avviata alla produzione in serie, equipaggiata con un motore Rolls-Royce Merlin VIII da 1 035 hp (772 kW) (1 275 hp al decollo), realizzata in 250 esemplari.
- Fulmar Mk II: versione evoluta, equipaggiata con un motore Rolls-Royce Merlin 30 da 1 300 hp (970 kW) tropicalizzato, mediante l'installazione di filtri dell'aria antisabbia, abbinato ad una nuova elica e dotato di serbatoi più capienti che gli permettevano una maggiore autonomia. Alcuni esemplari furono utilizzati nel ruolo di caccia notturno e ridenominati NF Mk II. Oltre ad un prototipo, frutto della modifica di un esemplare della serie Mk. I, ne vennero realizzati 350 esemplari di serie. Questa seconda serie era riconoscibile esternamente per il radiatore più grande. Alcuni esemplari furono dotati di quattro mitragliatrici Browning da 12,7 mm.

## Utilizzatori
Regno Unito
- Royal Air Force
- Fleet Air Arm

## Esemplari attualmente esistenti

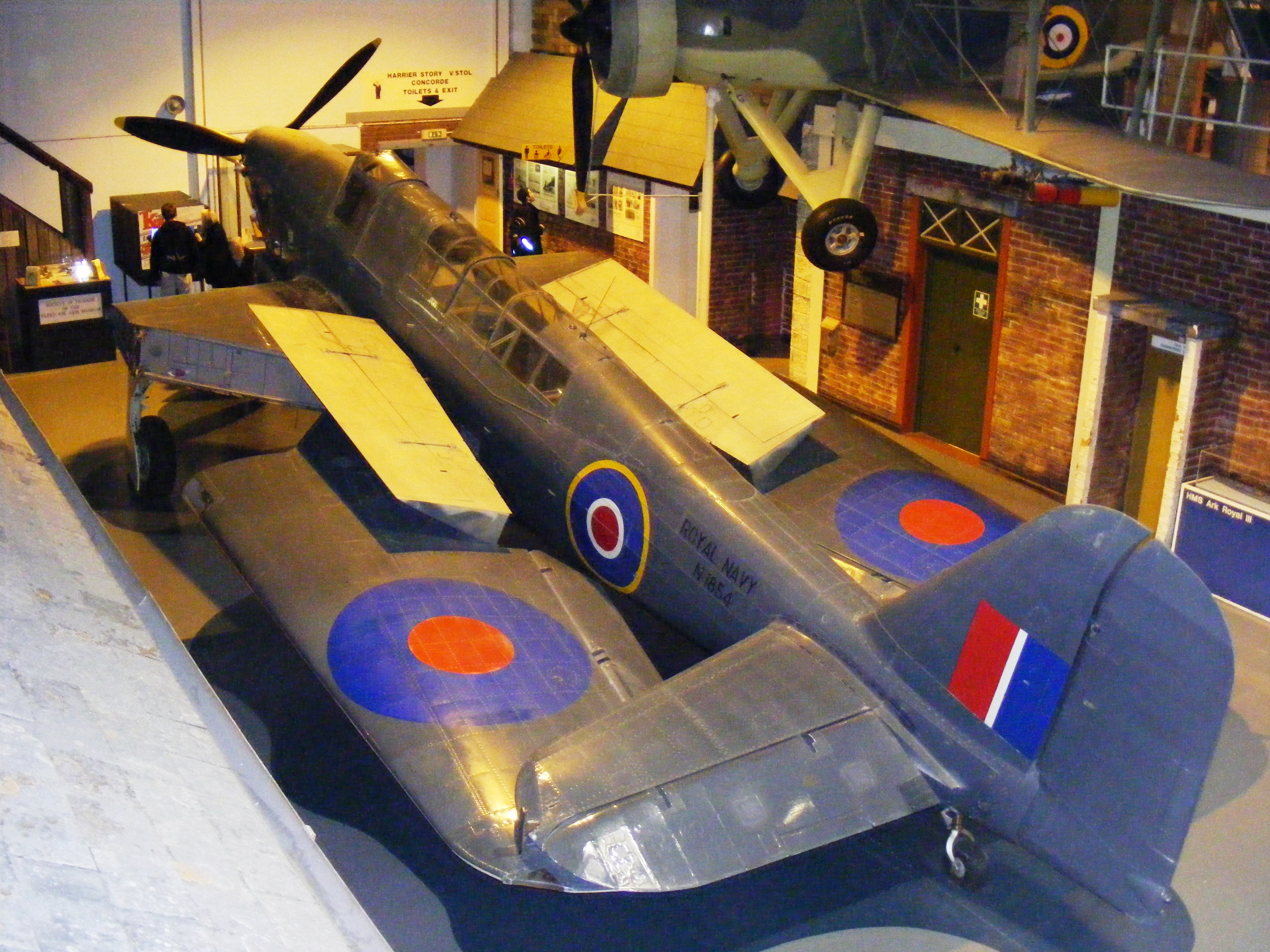
Fairey Fulmar esposto al Fleet Air Arm Museum

L'unico esemplare sopravvissuto è il prototipo del Mk. II N1854 esposto presso le strutture museali del Fleet Air Arm Museum di Ilchester.

### Periodici
- Nico Sgarlato, Fulmar: eroe per caso, in Aerei nella Storia, n° 81, Parma, Delta Editrice, dicembre 2011,  pp. 16-22.
- (EN) David Brown, Firey Fulmars Mks I & II, in Aircraft Profile, n. 254, Leatherhead, UK, Profile Publications Ltd., 1973, ISBN non esistente.
- William Green, Fairey Fulmar, in Dimensione cielo, Aerei stranieri nella 2ª Guerra Mondiale - Caccia - Gran Bretagna, n. 21, Roma, Edizioni Bizzarri, 1972.
- (EN) The essence of elegance, in Flight, Sutton, Surrey - UK, Reed Business Information Ltd., 20 maggio 1937,  pp. 506-7. URL consultato il 31 marzo 2013.
- (EN) Aircraft of the Fleet Air Arm, in Flight, Sutton, Surrey - UK, Reed Business Information Ltd., 10 ottobre 1940,  pp. 297-300. URL consultato il 31 marzo 2013.
- (EN) Aircraft types and their characteristics, in Flight, Sutton, Surrey - UK, Reed Business Information Ltd., 29 ottobre 1942. URL consultato il 1º aprile 2014.